# 데이비드 헤밍스
데이비드 헤밍스(David Hemmings, 1941년 11월 18일 ~ 2003년 12월 28일)는 잉글랜드의 배우이다.

## 출연 작품
- 홍콩 미스테리
- 글래디에이터 - 카시우스 역
- 스파이 게임 - 해리 던칸 역